# クチ×コミ
クチ×コミは、2004年4月から2011年3月までRKB毎日放送（RKBラジオ）をキーステーションとして放送されていたバラエティ番組である。

## 番組概要
- 毎回アミューズ所属のタレント、アーチストがゲスト出演し、森と田野と共にトークを繰り広げる。
- 当初「WAGEのクチxコミ」として15分の北九州ローカル番組だったが、2005年1月より関東地区のTBSラジオ、関西地区の朝日放送（後に撤退）などでネットされていた。

## ネット局と放送時間
- RKBラジオ 土曜日 25:00～25:30（JST）
- TBSラジオ 第2・4・5日曜日 25:00～25:30

### 過去のネット局
- 北海道放送
- 中部日本放送
- 朝日放送
- 山陰放送
- 秋田放送

## パーソナリティ
ともにアミューズ所属。
- 森ハヤシ
- 田野アサミ

## コーナー
- クチxコミ・ウェルカム･･･パーソナリティとゲストのトークコーナー。
- アサミのガールトーク・サプリ･･･
- ボーイトーク・スピリッツ･･･
- アミューズエンタメインフォメーション･･･アミューズの最新情報を紹介するコーナー。

## スポンサー
- ビッグコミックスピリッツ

## エピソード
- 後番組として、同じく森ハヤシと田野アサミのコンビによる『もちこみっ!』が2011年4月9日から放送されているが（事実上の番組リニューアル）、こちらはRKBラジオのみの放送となっている。